# Хорватська партія права
Хорватська права партія (хорв. Hrvatska stranka prava, HSP) — хорватська політична партія правої орієнтації. Слово «право» в назві пов'язане з ідеєю про право хорватів на національну й етнічну самостійність, яку поклялися відстоювати її засновники в XIX столітті. У міжвоєнний час — ультраправа націоналістична партія, під час Другої світової її пов'язували з усташами. На початку ХХІ століття партія займає етноцентристську позицію і має одного представника (із 153) у парламенті Хорватії. 

## Історія

### Заснування і перші роки
Моментом заснування партії прийнято вважати 26 червня 1861, коли депутати Анте Старчевич і Євген Кватерник представили на засіданні хорватського Сабору програму, що декларувала наділення Хорватії правами широкої автономії у складі Габсбурзької монархії (на той момент Хорватія була розділена на кілька частин).
На початку жовтня 1871 Кватерник і кілька членів ХПП, не погоджуючись з офіційною політикою партії, почали повстання в селі Раковиця в Кордуні. Повсталі проголосили такі цілі:
- Звільнення хорватів від австрійського та угорського гноблення.
- Проголошення незалежної Хорватії.
- Загальна рівність перед Законом.
- Муніципальне самоврядування.
- Скасування Військової границі і утворення вільних жупаній.
- Повага до всіх релігій.

Повсталі також закликали приєднатися до них православних сербів, що деякі з них і зробили, проте повстання було швидко придушено. Більшість учасників, включаючи Кватерника, були вбиті.
Наприкінці XIX століття і на початку XX партія зазнавала різних змін, що стосувалися як політичної спрямованості, так і порядку членства. Ключові фігури, такі, як Анте Старчевич, Франьо Супіло, Йосип Франк, Фран Фолнегович, Мілі Старчевич та інші, створювали різні фракції, які періодично відколювалися від ХПП. Однією з головних відколених фракцій стала «Хорватська чиста партія права» (хорв. Hrvatska čista stranka prava), лідери якої стверджували, що їхня позиція щодо прав хорватів є найбільш ідеологічно чистою.

### Після Першої світової війни
Партія вітала розпад Австро-Угорщини, однак виступала проти створення Королівства сербів, хорватів і словенців (пізнішого Королівства Югославія), наполягаючи на повній незалежності Хорватії.
У 1929 королем Югославії Александром I були заборонені всі політичні партії, після чого найрадикальніші члени ХПП пішли в підпілля, створивши рух усташів на чолі з колишнім секретарем партії Анте Павеличем.
Під час Другої світової війни усташами була створена Незалежна держава Хорватія (де-факто — під контролем Третього рейху та Італії). Також усташі проводили етнічні чистки щодо нехорватського населення держави. Співпраця ХПП з усташами завдала серйозного удару по репутації партії.
Після 1945 всі партії, крім Комуністичної партії Югославії, були оголошені в Югославії поза законом, включаючи й Хорватську партію права.

### 1990-і роки
Після падіння комуністичної системи в Хорватії на початку 1990-х Хорватська партія права відновила свою діяльність, конкуруючи з правлячою партією — Хорватською демократичною співдружністю. Після битви за Вуковар лідери ХПП були заарештовані за «терористичну діяльність» і «перешкоджання роботі демократично обраного уряду», проте незабаром були звільнені.
Першим лідером партії після відновлення її діяльності став Анте Параджик — колишній дисидент і один із студентських лідерів часів Хорватської весни. Під час Війни за незалежність Параджик був убитий, після чого між двома його заступниками — Доброславом Парагою, так само колишнім дисидентом, і Анто Джапичем — розгорнулася боротьба за лідерство в партії. Парага, який програв, пізніше судився за право використання назви партії для створення своєї власної, проте у результаті був змушений назвати її «Хорватської партією права 1861». Його партія, однак, не змогла отримати серйозної підтримки виборців.
Результат Грацької угоди 6 травня 1992 між керівником Хорватської республіки Герцег-Босна Мате Бобаном і керівником Республіки Сербської Радованом Караджичем про перемир'я і фактичний початок хорватсько-боснійської війни викликали далеко не однозначну реакцію в хорватському суспільстві, як у Республіці Боснія і Герцеговина, де у ХПП було відкрито відділення, так і за її межами. По суті, конфлікт відбувався між прихильниками двох правих партій та їхніх бойових крил: ХДС (бойове крило — Хорватська рада оборони) повністю підтримувала свого лідера Мате Бобана, Хорватська партія права (бойове крило — «Хорватські оборонні сили» (хорв. «Hrvatske obrambene snage»)) виступала за можливість союзу з боснійцями проти сербів. Командувач «хорватськими оборонними силами» генерал-майор Блаж Кралєвич навіть устиг отримати пропозицію від Алії Ізетбеговича увійти в Генеральний штаб Армії Республіки Боснія і Герцеговина.  Проте всього через тиждень, 9 серпня 1992 кортеж, в якому знаходився Кралєвич, був розстріляний 20 солдатами Хорватської ради оборони на дорозі в районі села Крушево південніше Мостара.  Після вбивства командира, «Хорватські оборонні сили» (серед бійців яких були як хорвати, так і боснійці ) припинили своє існування.

### Теперішній час
Хорватська партія права позиціонує себе як неоконсервативна. Вона виступає за заборону абортів і проти дозволу одностатевих шлюбів.
Довгий час лідером партії був Анто Джапич. Його політична репутація була заплямована після того, як журналістам стало відомо про незаконне отримання ним диплома про вищу освіту на юридичному факультеті Сплітського університету. У скандал також виявився залучений найближчий помічник Джапича — Борис Кандаре, який свого часу викладав у Сплітському університеті на тому самому юридичному факультеті.  На додаток до цього Джапича звинувачували, що його перемога на виборах мера Осієка сталася завдяки підкупу виборчої комісії.  Незважаючи на подібні заяви преси, Джапич продовжував утримувати свою посаду. Після провалу на парламентських виборах 2007 (з 8 місць, отриманих на попередніх виборах 2003 року, партії вдалося зберегти лише одне) Джапич оголосив про свій відхід, але через кілька тижнів відкликав свою заяву про відставку.
Сучасна ХПП оцінює політику НДХ як справедливий вираз хорватських національних інтересів. Часто партія використовує фрази і гасла часів Незалежної держави Хорватія. Проте 2003 року партійне керівництво намагалося дистанціюватися від політики НДХ у спробі привернути на бік партії поміркованіших виборців.
На парламентських виборах 2003 в союзі з Меджимурською партією, Загірською демократичною партією і незалежним кандидатом Славеном Летицею Хорватська партія права отримала 6,4 відсотка голосів, що дозволило зайняти їй і союзникам 8 місць у парламенті з 151.
На парламентських виборах 2007 партія зазнала поразки, отримавши лише 3,5 відсотка голосів виборців і зберігши лише одне місце в Саборі. Після муніципальних виборів 2009, які так само виявилися не особливо успішними для партії, у лавах її керівництва виник черговий розкол: колишні заступники голови партії Ружа Томашич і Перо Ковачевич створили «Хорватську партію права ім. Анте Старчевича».
На проведеному 7 листопада 2009 з'їзді партії Анто Джапич офіційно пішов у відставку. На проведених виборах із 3 кандидатів перемогу здобув Данієл Срб, що став новим головою Хорватської партії права.